# 1993 MF
5836 1993 MF eller 1993 MF är en asteroid i huvudbältet som upptäcktes den 22 juni 1993 av de båda amerikanska astronomerna Eleanor F. Helin och K. J. Lawrence vid Palomarobservatoriet.
Asteroiden har en diameter på ungefär 2 kilometer och den tillhör asteroidgruppen Amor.